# 종경촬요 목판
종경촬요 목판(宗鏡撮要 木板)은 전라남도 순천시. 송광사에 있는 조선시대의 목판이다. 2016년 9월 1일 대한민국의 보물 제1912호로 지정되었다.

## 개요
송광사에 소장된 ‘『종경촬요』 목판’은 모두 17매로 첫 판부터 제16판까지는 『종경촬요』의 1장부터 64장까지를 새겨 넣었으나, 마지막 판에는 65장과 함께 『청량답순종심요법문』의 제5장과 간기를 새겨 넣었다. 이같은 사례는 ‘『청량답순종심요법문』 목판’을 판각한 전문가들이 동일한 시기에 작업한 결과 때문으로 판단된다. 중국 송대에 간행된 『종경촬요』는 1213년(崇慶 2)에 수선사(修禪社)에서 혜심(慧諶)이 주관하여 중간(重刊)한 기록이 있으나 현재 전하는 목판은 없다. 송광사에 전하는 목판은 1531년에 조계산 은적암에서 복각한 것으로 현재 남아있는 유일판이다. 간행 기록은 제65장의 끝에 남아 있는데, “嘉靖十年辛卯(1531)季春全羅道順天府地曺溪山隱寂菴開刊”과 같이 중종 26년(1531) 3월에 송광사 인근의 은적암에서 간행한 사실을 알 수 있다. 판각 이후 바로 송광사에 옮겨 소장되었을 것으로 추정된다. 이 목판은 현전하는 가장 오래된 목판으로서 보물로 지정하여 원천자료를 보존할 가치가 있다고 판단된다.

## 같이 보기
- 종경촬요

## 참고 자료
- 종경촬요 목판 - 국가유산청 국가유산포털